# Osmanbežica
Osmanbežica (makedonska: Османбежица) är ett berg i Nordmakedonien.   Det ligger i kommunen Čaška, i den centrala delen av landet, 27 km söder om huvudstaden Skopje. Toppen på Osmanbežica är 1 723 meter över havet.